# Makeissaari
Makeissaari är en ö i Finland. Den ligger i sjön Suontienselkä och Paasvesi och i kommunen Pieksämäki i den ekonomiska regionen  Pieksämäki ekonomiska region  och landskapet Södra Savolax, i den centrala delen av landet, 290 km nordost om huvudstaden Helsingfors. Öns area är 2,1 hektar och dess största längd är 370 meter i sydöst-nordvästlig riktning.